# Đường Orchard
Đường Orchard, một đại lộ dài 2 km, là một trung tâm giải trí và bán lẻ của Singapore. Thường biết đến với cái tên Orchard, khu vực này là một điểm đến du lịch lớn. Đường còn được gọi là Tang Leng Pa Sat Koi (Phố chợ Tanglin) bởi người Singapore gốc Trung Quốc và Vaira Kimadam (Nơi của Fakir) bởi người Singapore Tamil.
Khu vực quy hoạch Orchard là một khu vực quy hoạch theo quy định của Cơ quan Tái phát triển Đô thị. Đây là một phần của khu vực trung tâm nằm trong vùng trung tâm. Orchard giáp với Newton ở phía đông bắc, Tanglin ở phía tây, Thung lũng Sông và bảo tàng ở phía đông nam.

## Thuật ngữ
Tên gọi đường Orchard xuất phát từ những vườn cây hoa quả, hạt nhục đậu khấu và hồ tiêu hoặc con đường dẫn tới các đồn điền. Những đồn điền như vậy phổ biến ở khu vực này vào thế kỷ 19. Có nguồn tin khác cho rằng tên đường là để tôn vinh ông Orchard, một người làm vườn và chủ sở hữu những đồn điền nằm ở góc đường Scotts và Orchard ngày nay.
Đường Orchard còn được người Singapore gọi là Tang Leng Pa Sat Koi (Phố chợ Tanglin). Người Tamil ở Singapore lại đặt tên đường là Vaira Kimadam (Nơi của Fakir), cũng như Muttu Than (Vùng đất cao) nhằm ám chỉ đến địa hình đồi núi ở khu vực này.

## Địa lý
Sau hơn thế kỷ là một con đường hai chiều, Đường Orchard trở thành phố một chiều năm 1974. Những đường phố luôn sống động bắt đầu tại giao lộ với đường Orange Grove nằm trong Khách sạn Orchard. Sau đó đường trải dài về phía đông nam qua giao lộ đường Scotts-Đồi Paterson, Nhà ga Orchard MRT, đường Bideford, Nhà ga Somerset MRT, đường cao tốc Trung tâm, Nhà ga Dhoby Ghaut MRT và kết thúc tại giao lộ với đường Handy, nơi sau này trở thành Đường Bras Basah Road.